# Jean-Baptiste-Henri Deshays
Jean-Baptiste-Henri Deshays sau Deshayes (n. 27 noiembrie 1729, Rouen, Franța – d. 10 februarie 1765, Paris, Regatul Franței) a fost un pictor francez de subiecte religioase și mitologice.

## Viața
Deshays s-a născut în Colleville, lângă Rouen. Prima sa pregătire a fost sub îndrumarea tatălui său, pictorul de Rouen Jean-Dominique Deshays, apoi a petrecut puțin timp sub îndrumarea lui Jean-Baptiste Descamps⁠(d) la Ecole Gratuite de Dessin⁠(d). A petrecut timp în atelierul lui Hyacinthe Collin de Vermont⁠(d) din Paris între 1740 și 1749 și în cel al lui Jean Restout II⁠(d) de la sfârșitul anilor 1749 până în 1751. Ambii au fost elevi ai lui Jean Jouvenet și au pictat în marele stil al picturii istoriei franceze, un stil pe care Deshays l-a adoptat ca fiind al său.
În timp ce se afla în studioul lui Restout, Deshays a intrat în competiția Prix de Rome, câștigând premiul al doilea în 1750, cu Laban dându-și fiica în căsătorie lui Iacov, a câștigat premiul al doilea la Grand Prix de Rome. Deshays a urmat pregătirea obligatorie de trei ani la Ecole des Eleves Protégés (unde a fost învățat de Carle van Loo⁠(d), directorul acesteia, și a atras câteva comenzi religioase, inclusiv două pânze vaste, o Vizită și o Bună Vestire, pentru mănăstirea din Rouen.), înainte de a merge la Roma. Apoi a petrecut 4 ani sub îndrumarea lui Charles-Joseph Natoire⁠(d) la Academia Franceză din Roma, realizând mai multe copii ale lucrărilor lui Rafael, Domenichino⁠(d), Guercino⁠(d) și Carracci⁠(d). La întoarcerea lui Deshays la Paris în 1758, s-a căsătorit cu fiica mai mare a lui Boucher, iar un an mai târziu a devenit academician cu drepturi depline, deși a expus doar la 4 saloane oficiale. A murit la Paris.